# EPrix de Putrajaia de 2014
O ePrix de Putrajaia de 2014 foi a segunda etapa da temporada de 2014–15 da Fórmula E.

## Classificação

### Corrida
| Pos. | No. | Piloto                 | Equipe          | Voltas | Tempo     | Grid | Pontos |
| ---- | --- | ---------------------- | --------------- | ------ | --------- | ---- | ------ |
| 1    | 2   | Sam Bird               | Virgin Racing   | 31     | 51:11.979 | 2    | 25     |
| 2    | 11  | Lucas Di Grassi        | Audi Sport ABT  | 31     | + 4.175   | 18   | 18     |
| 3    | 9   | Sébastien Buemi        | e.dams-Renault  | 31     | + 5.739   | 19   | 15     |
| 4    | 8   | Nicolas Prost          | e.dams-Renault  | 31     | + 9.552   | 11   | 151    |
| 5    | 7   | Jerome d'Ambrosio      | Dragon Racing   | 31     | + 13.722  | 20   | 10     |
| 6    | 5   | Karun Chandhok         | Mahindra Racing | 31     | + 17.158  | 5    | 8      |
| 7    | 6   | Oriol Servià           | Dragon Racing   | 31     | + 18.621  | 1    | 6      |
| 8    | 55  | António Félix da Costa | Amlin Aguri     | 31     | +19.926   | 10   | 4      |
| 9    | 3   | Jaime Alguersuari      | Virgin Racing   | 31     | +20.053   | 17   | 42     |
| 10   | 66  | Daniel Abt             | Audi Sport ABT  | 31     | +45.663   | 3    | 1      |
| 11   | 88  | Ho-Pin Tung            | China Racing    | 31     | +55.833   | 15   |        |
| 12   | 30  | Stéphane Sarrazin      | Venturi         | 31     | +56.626   | 12   |        |
| 13   | 28  | Matthew Brabham        | Andretti        | 31     | +1:05.036 | 9    |        |
| 14   | 21  | Bruno Senna            | Mahindra Racing | 30     | Acidente  | 8    |        |
| 15   | 27  | Franck Montagny        | Andretti        | 30     | +1 volta  | 13   |        |
| 16   | 77  | Katherine Legge        | Amlin Aguri     | 28     | +3 voltas | 16   |        |
| 17   | 10  | Jarno Trulli           | Trulli          | 28     | +3 voltas | 5    |        |
| Ret  | 99  | Nelson Piquet Jr.      | China Racing    | 22     | Colisão   | 7    |        |
| Ret  | 18  | Michela Cerruti        | Trulli          | 7      | Colisão   | 14   |        |
| Excl | 23  | Nick Heidfeld          | Venturi         | 14     | Excluído3 | 8    |        |

Notes:
- ↑1  – Três pontos pela pole position.
- ↑2  – Dois pontos pela volta mais rápida.
- ↑3  - Nick Heidfeld foi excluído da nona colocação por trocar de carro fora da área durante o pit stop.[1]